# 怒田 (南足柄市)
怒田（ぬだ）は、神奈川県南足柄市にある地名。

## 地理
南足柄市の北東部に位置している。

### 地価
住宅地の地価は、2023年（令和5年）1月1日の公示地価によれば、怒田字八幡平318番4の地点で6万6400円/m2となっている。

## 世帯数と人口
2020年（令和2年）10月1日現在（国勢調査）の世帯数と人口（総務省調べ）は以下の通りである。
| 大字 | 世帯数  | 人口    |
| ---- | ------- | ------- |
| 怒田 | 737世帯 | 1,950人 |

### 人口の変遷
国勢調査による人口の推移。
| 年                 | 人口  |
| ------------------ | ----- |
| 1995年（平成7年）  | 1,434 |
| 2000年（平成12年） | 1,525 |
| 2005年（平成17年） | 1,524 |
| 2010年（平成22年） | 2,152 |
| 2015年（平成27年） | 2,044 |
| 2020年（令和2年）  | 1,950 |

### 世帯数の変遷
国勢調査による世帯数の推移。
| 年                 | 世帯数 |
| ------------------ | ------ |
| 1995年（平成7年）  | 424    |
| 2000年（平成12年） | 462    |
| 2005年（平成17年） | 478    |
| 2010年（平成22年） | 734    |
| 2015年（平成27年） | 711    |
| 2020年（令和2年）  | 737    |

## 事業所
2021年（令和3年）現在の経済センサス調査による事業所数と従業員数は以下の通りである。
| 大字 | 事業所数 | 従業員数 |
| ---- | -------- | -------- |
| 怒田 | 63事業所 | 728人    |

### 事業者数の変遷
経済センサスによる事業所数の推移。
| 年                 | 事業者数 |
| ------------------ | -------- |
| 2016年（平成28年） | 66       |
| 2021年（令和3年）  | 63       |

### 従業員数の変遷
経済センサスによる従業員数の推移。
| 年                 | 従業員数 |
| ------------------ | -------- |
| 2016年（平成28年） | 708      |
| 2021年（令和3年）  | 728      |

## 交通
- 神奈川県道74号小田原山北線
- 神奈川県道78号御殿場大井線

## 施設
- 神奈川県立足柄高等学校
- 南足柄市運動公園

### かつてあった施設
- アサヒビール 神奈川工場（2023年1月31日操業終了）

## その他

### 日本郵便
- 郵便番号 : 250-0106[3]（集配局 : 南足柄郵便局[13]）。